# Sierakowo (powiat policki)
Sierakowo (do 1945 niem. Charlottenhof) – osada w Polsce położona w województwie zachodniopomorskim, w powiecie polickim, w gminie Police na skraju Puszczy Wkrzańskiej pomiędzy Pilchowem a Leśnem Górnym.
Przynależność polityczno-administracyjna:
- 1815 – 1866:  Związek Niemiecki, Królestwo Prus, prowincja Pomorze
- 1866 – 1871:  Związek Północnoniemiecki, Królestwo Prus, prowincja Pomorze
- 1871 – 1918:  Cesarstwo Niemieckie, Królestwo Prus, prowincja Pomorze
- 1919 – 1933:  Rzesza Niemiecka, kraj związkowy Prusy, prowincja Pomorze
- 1933 – 1945:  Niemcy, prowincja Pomorze
- 1945 – 1952:  Rzeczpospolita Polska, województwo szczecińskie
- 1952 – 1975:  Polska, województwo szczecińskie
- 1975 – 1989:  Polska, województwo szczecińskie
- 1989 – 1998:  Polska, województwo szczecińskie
- 1999 – teraz:  Polska, województwo zachodniopomorskie, powiat policki, gmina Police

Przez wieś prowadzi  Szlak Pokoju. Przez wieś przepływa strumień Leśna.